# Vladislav Müller
Vladislav (Vlado) Müller (19. března 1936 Bratislava – 20. června 1996 Bratislava) byl slovenský herec.

## Život a činnost
Podle většiny zdrojů se narodil v Bratislavě. Podle některých zdrojů se však narodil v Ústí nad Labem – Předlicích a rodina se do Bratislavy přestěhovala po smrti matky, kdy se tam otec znovu oženil. V roce 1954 absolvoval Vladislav Odborný divadelný kurz na Státní konzervatoři v Bratislavě. V letech 1954–1956 a 1956–1966 byl členem Krajského divadla v Nitře. Vojenskou základní službu vykonával jako herec Armádního divadla v Martině (1956–1958). V letech 1966–1990 byl členem činohry Novej scény v Bratislavě. Od roku 1990 podnikal, byl majitelem denního baru a restaurace. V divadle vytvořil desítky výrazných charakterních postav vážného i komediálního charakteru. Mimo divadelní činnosti se od začátku 60. let 20. století uplatnil výrazným způsobem v českém a slovenském filmu, televizi, rozhlase a dabingu. Významné herecké příležitosti mu poskytla televize ve filmech, např. Bašta (1969), Americká tragédia (1977), Chlap prezývaný Brumteles (1982), a v seriálech Straty a nálezy (1975), Louis Pasteur (1979), Přátelé Zeleného údolí (1979).
V roce 1979 dostal titul zasloužilý umělec.
V řijnu 1992 se pod Müllerem podlomila podlaha v divadle a utrpěl zlomeninu kyčelního kloubu. Po operaci se už na jeviště nevrátil a žil v ústraní na své chatě. Později mu byla diagnostikována rakovina tlustého střeva, na kterou 20. června 1996 zemřel.

### Osobní život
Je otcem zpěváka Richarda Müllera, kterého měl se svou první ženou Eliškou.

## Filmografie
- 1953: Rodná zem
- 1960: Na pochode sa vždy nespieva (Lipoš)
- 1960: Prerušená pieseň (německý důstojník)
- 1962: Bílá oblaka (partyzánský velitel Kozačuk)
- 1963: Na laně (mistr)
- 1963: Smrt si říká Engelchen (Nikolaj)
- 1963: Výhybka (Tabačka)
- 1964: Obžalovaný (Kudrna)
- 1965: Ať žije republika! (otec Vařečka)
- 1965: Zvony pre bosých (Ondřej)
- 1966: Majster kat (kat Emil Targo)
- 1966: Tango pre medveďa (poručík VB)
- 1967: Kristove roky (Andrej)
- 1968: Traja svedkovia (Blažej)
- 1968: Vánoce s Alžbetou (Hubert Cmíral)
- 1969: Génius (Peter Tobiáš)
- 1969: Touha zvaná Anada (Melichar)
- 1970: Medená veža (por. Pardek)
- 1970: Nahota (Tomáš)
- 1971: Dosť dobrí chlapi (Marek)
- 1971: Orlie pierko (npor. Pardek)
- 1973: Deň slnovratu (Ing. Rajnoha)
- 1973: Prípad krásnej nerestnice (Adam Galbavý)
- 1973: Srdce na lane (strýc)
- 1974: Do zbrane, kuruci! (Emanuel Zamutovský)
- 1975: Horúčka (Fiala)
- 1975: Tetované časom (předseda JZD)
- 1976: Jeden stříbrný (Tkáč)
- 1976: Vojaci slobody (plk. Talský)
- 1979: Smrť šitá na mieru (Alfréd Blum)
- 1979: Přátelé Zeleného údolí, seriál (hajný Horyna)
- 1980: Karline manželstvá (Ondrej Hudec)
- 1980: Signum laudis (kaprál Hoferik)
- 1981: Plavčík a Vratko (uhlíř Matěj)
- 1981: Vták nociar (spisovatel)
- 1982: Popolvár najväčší na svete (král Levoslav)
- 1982: Tušenie (Metod Katrenčík)
- 1983: Mŕtvi učia živých (Brezík)
- 1983: O statečném kováři (otec–kovář)
- 1984: Láska s vůni pryskyřice (Franta Hrubý)
- 1984: O sláve a tráve (fotograf Andrej)
- 1986: Galoše šťastia (Kočiš)
- 1986: Velká filmová loupež (Hoferik)